# اليوم الوطني للجمهورية اليمنية
يوم الوحدة في اليمن هو اليوم الوطني للجمهورية اليمنية، وهو يوم عطلة وطنية في اليمن محدد بيوم 22 مايو من كل عام، وذلك إحياء لذكرى الوحدة بين دولتي شمال اليمن وجنوب اليمن، وقيام الجمهورية اليمنية في هذا التاريخ من عام 1990.
في هذا اليوم، يُلقي رئيس الجمهورية خطابا يُبث على التلفزيون والراديو، وتقام فيه احتفالات رسمية، وتُمنح فيه الجوائز والأوسمة الحكومية لمن لهم أدوار وطنية من المواطنين اليمنيين.

## أنظر أيضا
- الحركة الجنوبية[3]